# Лаукканен, Теуво
Теуво Лаукканен (фин. Teuvo Laukkanen; 16 июля 1919 года, Пиелавеси, Финляндия — 14 мая 2011 года, Пиелавеси) — финский лыжник, серебряный призёр Олимпийских игр 1948 года.

## Карьера
На Олимпийских играх 1948 года в Санкт-Морице, завоевал серебряную медаль эстафете, в которой он бежал второй этап, уйдя на свой этап на 2-м месте он сохранил его и к финишу своего отрезка, кроме того был 8-м в гонке на 18 км. В гонке на 50 км участия не принимал.
На чемпионатах Финляндии побеждал 2 раза, в 1945 году в гонке на 30 км и эстафете, так же имеет в своём активе 2 серебра и 3 бронзы чемпионатов Финляндии.
По профессии Лаукканен был полицейским, имел звание сержанта.